# Tetraplaria orospinea
Tetraplaria orospinea är en mossdjursart som beskrevs av Gordon och Jean-Loup d'Hondt 1997. Tetraplaria orospinea ingår i släktet Tetraplaria och familjen Tetraplariidae. Inga underarter finns listade i Catalogue of Life.